# Notiobia
Notiobia es un  género de coleópteros adéfagos de la familia Carabidae.
Habitan en el Nuevo Mundo, Australia y África. Son de hábitat xerófilos o semixerófilos. Los adultos vuelan de noche y pueden ser atraídos por las luces. Hay alrededor de 100 especies en 3 subgéneros.

## Especies
Algunas especies:
- Notiobia angustula (Chaudoir, 1878)
- Notiobia aulica Dejean, 1829
- Notiobia bamboutensis (Basilewsky, 1948)
- Notiobia curlettii Facchini, 2003
- Notiobia dampierii (Castelnau, 1867)
- Notiobia denisonensis (Castelnau, 1867)
- Notiobia diffusa (Klug, 1833)
- Notiobia dohrnii (Murray, 1858)
- Notiobia edwardsii (Castelnau, 1867)
- Notiobia elgonensis (Basilewsky, 1948)
- Notiobia feana (Basilewsky, 1949)
- Notiobia flavipalpis (Macleay, 1864)
- Notiobia germari (Castelnau, 1867)
- Notiobia inaequalipennis (Castelnau, 1867)
- Notiobia iridipennis (Chaudoir, 1843)
- Notiobia kinolae (Basilewsky, 1976)
- Notiobia kivuensis (Burgeon, 1936)
- Notiobia lapeyrousei (Castelnau, 1867)
- Notiobia laticollis (Macleay, 1888)
- Notiobia leonensis (Basilewsky, 1949)
- Notiobia lucidicollis (Dejean, 1829)
- Notiobia melanaria (Dejean, 1829)
- Notiobia nigrans (Macleay, 1888)
- Notiobia nitidipennis (Leconte, 1848)
- Notiobia oblongiuscula (Castelnau, 1867)
- Notiobia ovata (Chaudoir, 1878)
- Notiobia patrueloides (Castelnau, 1867)
- Notiobia perater (Sloane, 1920)
- Notiobia picina (Chaudoir, 1878)
- Notiobia planiuscula (Chaudoir, 1878)
- Notiobia planoimpressa (Castelnau, 1867)
- Notiobia polita (Macleay, 1888)
- Notiobia pujoli (Basilewsky, 1968)
- Notiobia quadricollis (Chaudoir, 1878)
- Notiobia rectangula (Chaudoir, 1878)
- Notiobia rugosipennis (Castelnau, 1867)
- Notiobia ruwenzorica (Burgeon, 1936)
- Notiobia sanctithomae (A.Serrano, 1995)
- Notiobia sculptipennis (Castelnau, 1867)
- Notiobia sericipennis (Macleay, 1888)
- Notiobia smithii (Murray, 1858)
- Notiobia tagliaferrii Facchini, 2003
- Notiobia terminata (Say, 1823)
- Notiobia uluguruana (Basilewsky, 1962)
- Notiobia viridipennis (Sloane, 1920)